# Фортунов алгоритам
Фортунов алгоритам је алгоритам покретне линије ѕа генерисање Воронојевих дијаграма из скупа тачака у равни чија је временска сложеност O(n log n) и просторна O(n). Објавио га је Стивен Фортун 1986. у свом раду "Алгоритам покретне линије за Воронојеве дијаграме."

## Опис алгоритма
Алгоритам одржава покретну линију и обалску линију, које се обе крећу кроз раван како алгоритам напредује. Покретна линија је права линија, и можемо по договору претпоставити да је вертикална и да се креће слева надесно. У било ком тренутку током трајања алгоритма тачке лево од покретне линије ће бити уграђене у Воронојев дијаграм, док тачке десно од покретне линије нису још увек разматране. Обалска линија није линија, већ комплексна крива са леве стране покретне која се састоји од делова парабола; она раздваја део равни у којем Воронојев дијаграм може бити познат, без обзира на тачке десно од покретне линије, од остатка равни. За сваку тачку лево од покретне линије, може се дефинисати парабола тачака које су на подједнаком растојању од те тачке и од покретне линије; обалска линија је граница уније ових парабола. Док покретна линија напредује, темена обалске линије, у којој се две параболе секу, прати ивице Воронојевог дијаграма. Обалска линија напредује чувајући сваку параболу тачно на пола пута између тачака преко којих се претходно прешло покретном линијом и новог положаја покретне линије.
Алгоритам одржава као структуру података бинарно стабло претраге које описује структуру обалске линије и приоритетни ред који садржи потенцијалне будуће догађаје који могу да промене структуру обалске линије. Ови догађаји укључују додавање нове параболе у обалску линију (када покретна линија наиђе на нову улазну тачку) и уклањање криве из обалске линије (када покретна линија постане тангента на кругу кроз неке три улазне тачке чије параболе формирају узастопне сегменте обалске линије). Приоритет сваког таквог догађаја се може одредити на основу x-координате покретне линије у тачки у којој се догађај десио. Сам алгоритам се онда састоји од уклањања следећег догађаја из приоритетног реда, проналажења промена које догађај проузрокује у обалској линији и ажурирања структура података.
Пошто има O(n) догађаја које треба обрадити (сваки је повезан са неком карактеристиком Воронојевог дијаграма) и O(log n) времена за обраду догађаја (сваки се састоји од константног броја операција на бинарном стаблу претраге и приоритетном реду) укупно време је O(n log n).

### Псеудокод
Псеудокод опис алгоритма.
```
let 

  

    

      

        
∗

        
(

        
z

        
)

      

    

    
{\displaystyle *(z)}

  

 be the transformation 

  

    

      

        
∗

        
(

        
z

        
)

        
=

        
(

        

          
z

          

            
x

          

        

        
,

        

          
z

          

            
y

          

        

        
+

        
d

        
(

        
z

        
)

        
)

      

    

    
{\displaystyle *(z)=(z_{x},z_{y}+d(z))}

  

,
  where 

  

    

      

        
d

        
(

        
z

        
)

      

    

    
{\displaystyle d(z)}

  

 is the Euclidean distance between 

  

    

      

        
z

      

    

    
{\displaystyle z}

  

 and the nearest site
let 

  

    

      

        
T

      

    

    
{\displaystyle T}

  

 be the "beach line"
let 

  

    

      

        

          
R

          

            
p

          

        

      

    

    
{\displaystyle R_{p}}

  

 be the region covered by site 

  

    

      

        
p

      

    

    
{\displaystyle p}

  

.
let 

  

    

      

        

          
C

          

            
p

            
q

          

        

      

    

    
{\displaystyle C_{pq}}

  

 be the boundary ray between sites 

  

    

      

        
p

      

    

    
{\displaystyle p}

  

 and 

  

    

      

        
q

      

    

    
{\displaystyle q}

  

.
let 

  

    

      

        

          
p

          

            
1

          

        

        
,

        

          
p

          

            
2

          

        

        
,

        
.

        
.

        
.

        
,

        

          
p

          

            
m

          

        

      

    

    
{\displaystyle p_{1},p_{2},...,p_{m}}

  

 be the sites with minimal 

  

    

      

        
y

      

    

    
{\displaystyle y}

  

-coordinate, ordered by 

  

    

      

        
x

      

    

    
{\displaystyle x}

  

-coordinate

  

    

      

        
Q

        
←

        
S

        
−

        

          

            
p

            

              
1

            

          

          
,

          

            
p

            

              
2

            

          

          
,

          
.

          
.

          
.

          
,

          

            
p

            

              
m

            

          

        

      

    

    
{\displaystyle Q\gets S-{p_{1},p_{2},...,p_{m}}}

  

create initial vertical boundary rays 

  

    

      

        

          
C

          

            

              
p

              

                
1

              

            

            
,

            

              
p

              

                
2

              

            

          

          

            
0

          

        

        
,

        

          
C

          

            

              
p

              

                
2

              

            

            
,

            

              
p

              

                
3

              

            

          

          

            
0

          

        

        
,

        
.

        
.

        
.

        

          
C

          

            

              
p

              

                
m

                
−

                
1

              

            

            
,

            

              
p

              

                
m

              

            

          

          

            
0

          

        

      

    

    
{\displaystyle C_{p_{1},p_{2}}^{0},C_{p_{2},p_{3}}^{0},...C_{p_{m-1},p_{m}}^{0}}

  

  

    

      

        
T

        
←

        
∗

        
(

        

          
R

          

            

              
p

              

                
1

              

            

          

        

        
)

        
,

        

          
C

          

            

              
p

              

                
1

              

            

            
,

            

              
p

              

                
2

              

            

          

          

            
0

          

        

        
,

        
∗

        
(

        

          
R

          

            

              
p

              

                
2

              

            

          

        

        
)

        
,

        

          
C

          

            

              
p

              

                
2

              

            

            
,

            

              
p

              

                
3

              

            

          

          

            
0

          

        

        
,

        
.

        
.

        
.

        
,

        
∗

        
(

        

          
R

          

            

              
p

              

                
m

                
−

                
1

              

            

          

        

        
)

        
,

        

          
C

          

            

              
p

              

                
m

                
−

                
1

              

            

            
,

            

              
p

              

                
m

              

            

          

          

            
0

          

        

        
,

        
∗

        
(

        

          
R

          

            

              
p

              

                
m

              

            

          

        

        
)

      

    

    
{\displaystyle T\gets *(R_{p_{1}}),C_{p_{1},p_{2}}^{0},*(R_{p_{2}}),C_{p_{2},p_{3}}^{0},...,*(R_{p_{m-1}}),C_{p_{m-1},p_{m}}^{0},*(R_{p_{m}})}

  

while not
 IsEmpty(

  

    

      

        
Q

      

    

    
{\displaystyle Q}

  

) 
do

    

  

    

      

        
p

      

    

    
{\displaystyle p}

  

 ← DeleteMin(

  

    

      

        
Q

      

    

    
{\displaystyle Q}

  

)
    
case
 

  

    

      

        
p

      

    

    
{\displaystyle p}

  

 of
    

  

    

      

        
p

      

    

    
{\displaystyle p}

  

 is a site in 

  

    

      

        
∗

        
(

        
V

        
)

      

    

    
{\displaystyle *(V)}

  

:
        find the occurrence of a region 

  

    

      

        
∗

        
(

        

          
R

          

            
q

          

        

        
)

      

    

    
{\displaystyle *(R_{q})}

  

 in 

  

    

      

        
T

      

    

    
{\displaystyle T}

  

 containing 

  

    

      

        
p

      

    

    
{\displaystyle p}

  

,
          bracketed by 

  

    

      

        

          
C

          

            
r

            
q

          

        

      

    

    
{\displaystyle C_{rq}}

  

 on the left and 

  

    

      

        

          
C

          

            
q

            
s

          

        

      

    

    
{\displaystyle C_{qs}}

  

 on the right
        create new boundary rays 

  

    

      

        

          
C

          

            
p

            
q

          

          

            
−

          

        

      

    

    
{\displaystyle C_{pq}^{-}}

  

 and 

  

    

      

        

          
C

          

            
p

            
q

          

          

            
+

          

        

      

    

    
{\displaystyle C_{pq}^{+}}

  

 with bases 

  

    

      

        
p

      

    

    
{\displaystyle p}

  

        replace 

  

    

      

        
∗

        
(

        

          
R

          

            
q

          

        

        
)

      

    

    
{\displaystyle *(R_{q})}

  

 with 

  

    

      

        
∗

        
(

        

          
R

          

            
q

          

        

        
)

        
,

        

          
C

          

            
p

            
q

          

          

            
−

          

        

        
,

        
∗

        
(

        

          
R

          

            
p

          

        

        
)

        
,

        

          
C

          

            
p

            
q

          

          

            
+

          

        

        
,

        
∗

        
(

        

          
R

          

            
q

          

        

        
)

      

    

    
{\displaystyle *(R_{q}),C_{pq}^{-},*(R_{p}),C_{pq}^{+},*(R_{q})}

  

 in 

  

    

      

        
T

      

    

    
{\displaystyle T}

  

        delete from 

  

    

      

        
Q

      

    

    
{\displaystyle Q}

  

 any intersection between 

  

    

      

        

          
C

          

            
r

            
q

          

        

      

    

    
{\displaystyle C_{rq}}

  

 and 

  

    

      

        

          
C

          

            
q

            
s

          

        

      

    

    
{\displaystyle C_{qs}}

  

        insert into 

  

    

      

        
Q

      

    

    
{\displaystyle Q}

  

 any intersection between 

  

    

      

        

          
C

          

            
r

            
q

          

        

      

    

    
{\displaystyle C_{rq}}

  

 and 

  

    

      

        

          
C

          

            
p

            
q

          

          

            
−

          

        

      

    

    
{\displaystyle C_{pq}^{-}}

  

        insert into 

  

    

      

        
Q

      

    

    
{\displaystyle Q}

  

 any intersection between 

  

    

      

        

          
C

          

            
p

            
q

          

          

            
+

          

        

      

    

    
{\displaystyle C_{pq}^{+}}

  

 and 

  

    

      

        

          
C

          

            
q

            
s

          

        

      

    

    
{\displaystyle C_{qs}}

  

    

  

    

      

        
p

      

    

    
{\displaystyle p}

  

 is a Voronoi vertex in 

  

    

      

        
∗

        
(

        
V

        
)

      

    

    
{\displaystyle *(V)}

  

:
        let 

  

    

      

        
p

      

    

    
{\displaystyle p}

  

 be the intersection of 

  

    

      

        

          
C

          

            
q

            
r

          

        

      

    

    
{\displaystyle C_{qr}}

  

 on the left and 

  

    

      

        

          
C

          

            
r

            
s

          

        

      

    

    
{\displaystyle C_{rs}}

  

 on the right
        let 

  

    

      

        

          
C

          

            
u

            
q

          

        

      

    

    
{\displaystyle C_{uq}}

  

 be the left neighbor of 

  

    

      

        

          
C

          

            
q

            
r

          

        

      

    

    
{\displaystyle C_{qr}}

  

 and
          let 

  

    

      

        

          
C

          

            
s

            
v

          

        

      

    

    
{\displaystyle C_{sv}}

  

 be the right neighbor of 

  

    

      

        

          
C

          

            
r

            
s

          

        

      

    

    
{\displaystyle C_{rs}}

  

 in 

  

    

      

        
T

      

    

    
{\displaystyle T}

  

        create a new boundary ray 

  

    

      

        

          
C

          

            
q

            
s

          

          

            
0

          

        

      

    

    
{\displaystyle C_{qs}^{0}}

  

 if 

  

    

      

        

          
q

          

            
y

          

        

        
=

        

          
s

          

            
y

          

        

      

    

    
{\displaystyle q_{y}=s_{y}}

  

,
          or create 

  

    

      

        

          
C

          

            
q

            
s

          

          

            
+

          

        

      

    

    
{\displaystyle C_{qs}^{+}}

  

 if 

  

    

      

        
p

      

    

    
{\displaystyle p}

  

 is right of the higher of 

  

    

      

        
q

      

    

    
{\displaystyle q}

  

 and 

  

    

      

        
s

      

    

    
{\displaystyle s}

  

,
          otherwise create 

  

    

      

        

          
C

          

            
q

            
s

          

          

            
−

          

        

      

    

    
{\displaystyle C_{qs}^{-}}

  

        replace 

  

    

      

        

          
C

          

            
q

            
r

          

        

        
,

        
∗

        
(

        

          
R

          

            
r

          

        

        
)

        
,

        

          
C

          

            
r

            
s

          

        

      

    

    
{\displaystyle C_{qr},*(R_{r}),C_{rs}}

  

 with newly created 

  

    

      

        

          
C

          

            
q

            
s

          

        

      

    

    
{\displaystyle C_{qs}}

  

 in 

  

    

      

        
T

      

    

    
{\displaystyle T}

  

        delete from 

  

    

      

        
Q

      

    

    
{\displaystyle Q}

  

 any intersection between 

  

    

      

        

          
C

          

            
u

            
q

          

        

      

    

    
{\displaystyle C_{uq}}

  

 and 

  

    

      

        

          
C

          

            
q

            
r

          

        

      

    

    
{\displaystyle C_{qr}}

  

        delete from 

  

    

      

        
Q

      

    

    
{\displaystyle Q}

  

 any intersection between 

  

    

      

        

          
C

          

            
r

            
s

          

        

      

    

    
{\displaystyle C_{rs}}

  

 and 

  

    

      

        

          
C

          

            
s

            
v

          

        

      

    

    
{\displaystyle C_{sv}}

  

        insert into 

  

    

      

        
Q

      

    

    
{\displaystyle Q}

  

 any intersection between 

  

    

      

        

          
C

          

            
u

            
q

          

        

      

    

    
{\displaystyle C_{uq}}

  

 and 

  

    

      

        

          
C

          

            
q

            
s

          

        

      

    

    
{\displaystyle C_{qs}}

  

        insert into 

  

    

      

        
Q

      

    

    
{\displaystyle Q}

  

 any intersection between 

  

    

      

        

          
C

          

            
q

            
s

          

        

      

    

    
{\displaystyle C_{qs}}

  

 and 

  

    

      

        

          
C

          

            
s

            
v

          

        

      

    

    
{\displaystyle C_{sv}}

  

        record 

  

    

      

        
p

      

    

    
{\displaystyle p}

  

 as the summit of 

  

    

      

        

          
C

          

            
q

            
r

          

        

      

    

    
{\displaystyle C_{qr}}

  

 and 

  

    

      

        

          
C

          

            
r

            
s

          

        

      

    

    
{\displaystyle C_{rs}}

  

 and the base of 

  

    

      

        

          
C

          

            
q

            
s

          

        

      

    

    
{\displaystyle C_{qs}}

  

        output the boundary segments 

  

    

      

        

          
C

          

            
q

            
r

          

        

      

    

    
{\displaystyle C_{qr}}

  

 and 

  

    

      

        

          
C

          

            
r

            
s

          

        

      

    

    
{\displaystyle C_{rs}}

  

    
endcase

endwhile

output the remaining boundary rays in 

  

    

      

        
T

      

    

    
{\displaystyle T}

  

```

## Тежинске локације и дискови
Као што Фортун описује у модификована верзија алгоритма покретне линије може бити искоришћена за конструкцију адитивног тежинског Воронојевог дијаграма, у коме удаљеност до сваке локације (генератора) је померена за тежину локације; ово може бити еквивалентно посматрано као Воронојев дијаграм скупа дискова чији је центар у локацијама са радијусом једнаким тежини локације.